# Louis-Étienne-Marie Chabanettes
Louis-Étienne-Marie Chabanettes est un religieux et homme politique français né le 18 février 1750 à Toulouse (Haute-Garonne) et décédé à une date inconnue.
Curé de la paroisse Saint-Michel de Toulouse, il est député du clergé aux états généraux de 1789 pour la sénéchaussée de Toulouse. Il siège à droite, avec les partisans de l'Ancien régime.

## Sources
- « Louis-Étienne-Marie Chabanettes », dans Adolphe Robert et Gaston Cougny, Dictionnaire des parlementaires français, Edgar Bourloton, 1889-1891 [détail de l’édition]